# Río Yata
Río Yata är en  flod i Bolivia.   Den är belägen i provinsen Provincia Vaca Diez och departementet Beni, i den norra delen av landet, 900 km norr om huvudstaden Sucre. Flodens källa är Benifloden, och den mynnar ut i Mamorefloden. 
Omgivningen kring Río Yata är en mosaik av jordbruksmark och naturlig växtlighet och området är nästan obefolkat, med mindre än två invånare per kvadratkilometer.